# Miagrammopes thwaitesi
Miagrammopes thwaitesi es una especie de araña araneomorfa del género Miagrammopes, familia Uloboridae. Fue descrita científicamente por O. P.-Cambridge en 1870.
Habita en India y Sri Lanka.